# Bow Group
Le Bow Group (en anglais : The Bow Group) est le plus ancien think tank conservateur au Royaume-Uni, fondé en 1951.

## Historire
Le Bow Group a été fondé par un groupe d'étudiants dans le but de fournir un contrepoids efficace au socialisme et à la Fabian Society. Depuis, il s'est développé sous la présidence de Geoffrey Howe, Leon Brittan, Norman Lamont, Michael Howard, Peter Lilley, Christopher Bland et David Campbell Bannerman.
Une grande partie de la pensée du groupe peut être qualifiée de conservatiste, favorable à la fois à l'économie de marché et à la responsabilité sociale. La réputation du groupe reposait sur la nécessité d'une pensée conservatrice novatrice pour résoudre les problèmes urgents de l'époque. Fidèle à cette tendance, c'est The Bow Group qui a promu l'idée d'une Année mondiale des réfugiés à la fin des années 1950. Dans les années 1960, le groupe suscite une vive controverse dans les milieux conservateurs au sujet de son appui à l'indépendance du Kenya. Dans les années 1970 et au début des années 1980, le groupe est étroitement associé au développement de l'économie post-keynésienne et de la politique gouvernementale pour les arts, etc. La publication en 1973 de l'Alternative Manifesto de Peter Lilley marqua le début du changement intellectuel des politiques du gouvernement Heath. Par la suite, le groupe a été à l'avant-garde de l'élaboration d'une politique de privatisation et de création de zones d'entreprises, ainsi que de la promotion de Le groupe a continué de publier des brochures sur un large éventail de questions au cours des années 1980, 1990 et 2000.
En juillet 2012, le Bow Group, après 60 ans d'histoire politique britannique, a nommé président l'ancien Premier ministre britannique John Major et Lords Howe, Howard et Lamont Seniors Patrons pour siéger au conseil consultatif de l'organisation. En 2014, les universitaires conservateurs David Starkey et Roger Scruton rejoignent le conseil consultatif, avec Scruton s'adressant au Groupe sur la différence entre le conservatisme moderne et le conservatisme idéologique. En 2015, Norman Tebbit, ancien président du Parti conservateur et confident de longue date de Margaret Thatcher, s'est également joint au conseil. S'adressant à l'organisation lors d'une conférence avant sa nomination, il a critiqué le centrisme et le manque de clarté idéologique au sein du Parti conservateur moderne, et a appelé à la fin de la « taxe sur les chambres ».
En mai 2015, alors que les sondages indiquaient un Parlement minoritaire à l'approche des élections générales de 2015, le président du Bow Group, Ben Harris-Quinney, a appelé les électeurs des circonscriptions marginales à soutenir les valeurs du conservatisme en votant pour le Parti pour l'indépendance du Royaume-Uni (UKIP) où les candidats du Parti conservateur ne pourraient pas gagner, et pour les conservateurs où UKIP ne pourrait pas gagner. Toutefois, dans une déclaration commune, les parrains du Bow Group, lords Heseltine, Howard et Lamont, se sont opposés à cette proposition de vote utile.
En 2015, Lord Tebbit est nommé président du Bow Group, en remplacement de John Major qui démissionna en 2014.

## Politiques
Le Bow Group était un partisan du Brexit et collabora avec les deux campagnes pro-Brexit pour soutenir la sortie du Royaume-Uni de l'Union européenne.
En 2016, le membre de longue date Heseltine est exclu de l'organisation au motif qu'il ne soutenait pas les idéaux conservateurs. Lord Tebbit, alors président du groupe, lui reproche d'être un « poignard dans le dos » et de trahir le Royaume-Uni en faveur de l'Union européenne.